# Krokvik
Krokvik is een dorp binnen de gemeente Kiruna. Rondom het station wonen in de wijde omgeving zo'n 38 (2006) mensen. Het gebied rondom de stad Kiruna is vrijwel onbevolkt en is eigenlijk een groot natuurreservaat. Binnen dat gebied zijn al dan niet officiële wandelroutes. Om daar te komen kan men gebruikmaken van de Ertsspoorlijn, men moet dan wel tijdig bij de conducteur aangeven dat men er bijvoorbeeld bij Krokvik uit wenst te stappen. Andersom kan men ook op het perronnetje aangeven dat men met een passerende trein mee wil (halteplaats). Het originele station dateert uit 1906; was ontworpen door Folke Zetterval; het station stond model voor 5 andere stations langs de lijn: het Krokvikmodel.
Krokvik is gelegen aan zowel de Ertsspoorlijn als aan de Europese weg 10, die hier vrijwel parallel lopen. Krokvik ligt op de plek, waar een klein afwateringsriviertje Vuomojäkkä deze beide kruist. Het ligt in het moeras tussen Kiruna (11 km) en Rautas in.

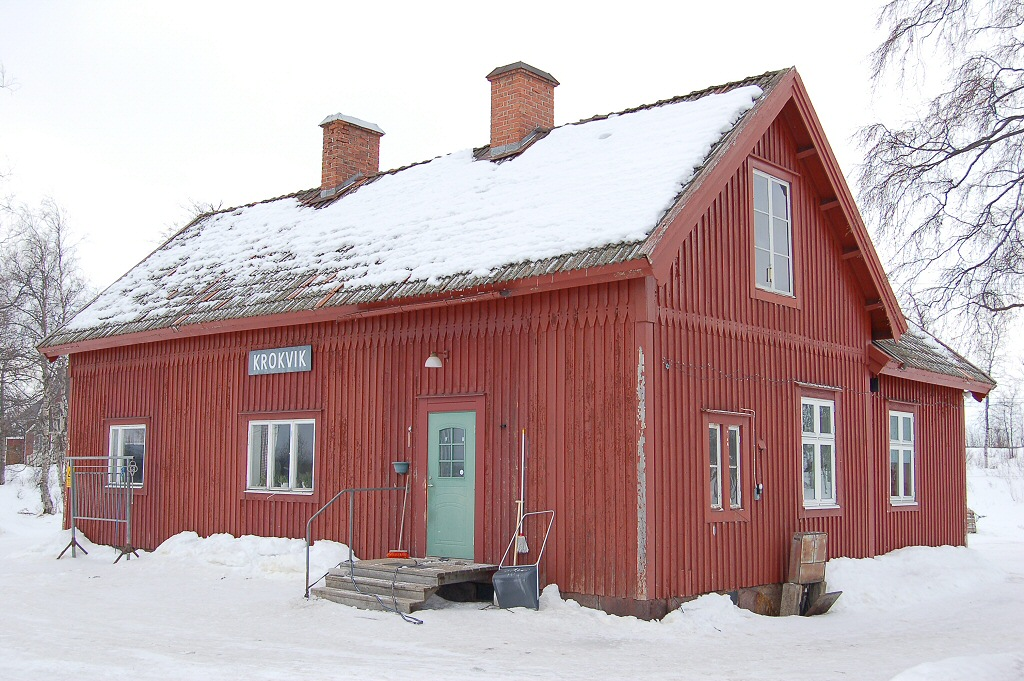
Het treinstation van Krokvik in 2006

Bestuurscentrum: Kiruna (Tätort)
Tätort: Jukkasjärvi · Karesuando · Kuttainen · Övre Soppero · Svappavaara · Vittangi
Småort: Abisko · Idivuoma · Kauppinen · Kurravaara · Lannavaara · Laxforsen · Masugnsbyn · Mertajärvi · Närvä · Paksuniemi · Piksinranta · Saivomuotka
Overig: Alalahti · Alttajärvi · Årosjåkk · Björkliden · Holmajärvi · Jänkänalusta · Kaalasjärvi · Kalixfors · Kattuvuoma · Käyrävuopio · Krokvik · Kuoksu · Lainio · Laukkusluspa · Luongaslompolo · Maunu · Merasjärvi · Nedre Soppero · Nurmasuanto · Paittasjärvi · Parakka · Piilijärvi · Pirttivuopio · Poikkijärvi · Puoltsa · Rautas · Rensjön · Salmi · Silkkimuotka · Stenbacken · Suijajärvi · Torneträsk · Tuolluvaara · Vassijaure · Viikusjärvi · Vittangi · Vivungi